# Сузані

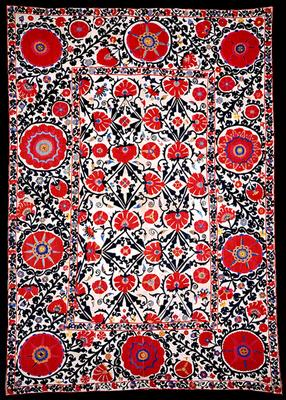
Традиційне сузані

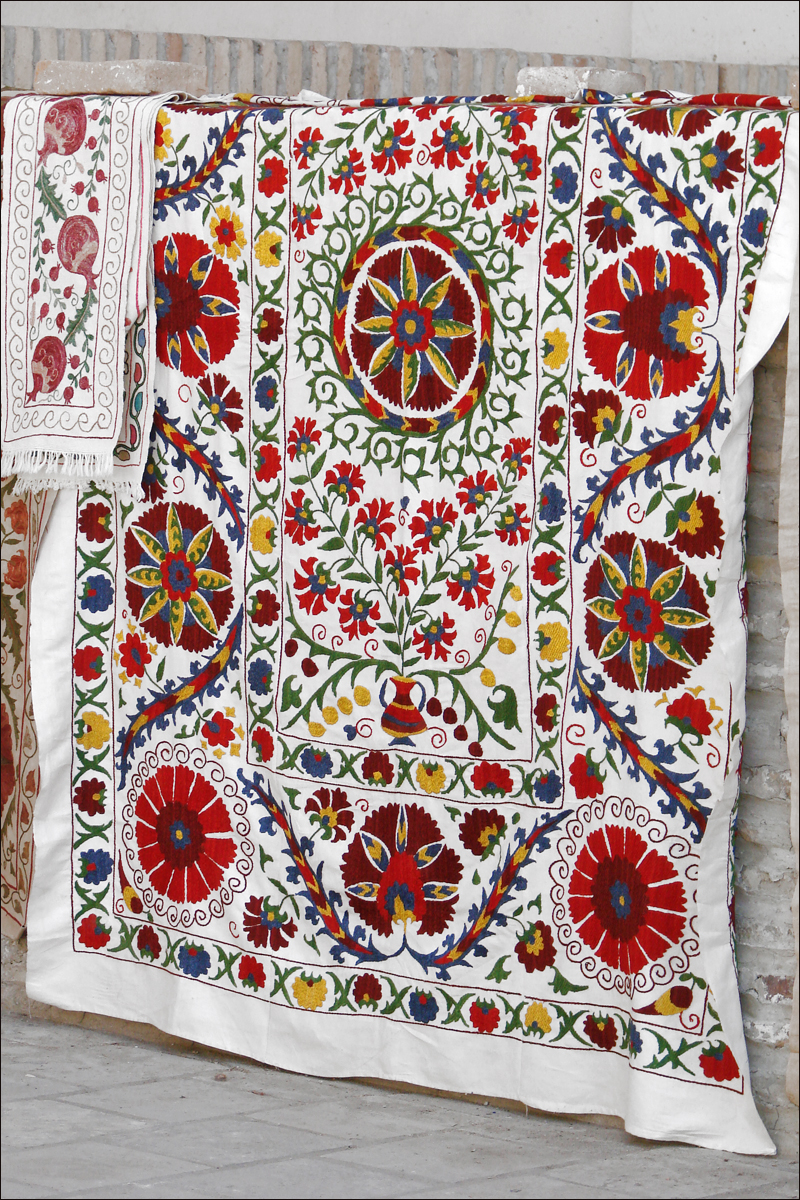
Бухарське сузані

Сузані також Сюзане (тадж. Сӯзанӣ/Сӯзандӯзӣ, узб. So'zana, перс. سوزنی «вишитий голкою») — це вишитий вручну декоративний текстиль, який виготовляють в основному в Таджикистані, Узбекистані та Ірані. Слово сузані з таджицької мови (сузан) означає голку. Мистецтво виготовлення таких тканин в Ірані називається сузандузі (перс. سوزندوزی).
За словами етнографа та сходознавиці Ольги Сухарєвої термін «сюзане», який часто зустрічається в літературних джерелах, є неправильним.
Сузані, як правило, вишивають з бавовни (іноді з шовку) до складу основної тканини, вишиті шовковою або бавовняною ниткою. Сузані часто виготовляються з двох або більше частин, які потім зшиваються між собою. 
Популярні мотиви дизайну включають сонце і місяць, квіти (особливо тюльпани, гвоздики, іриси), листя і виноградні лози, фрукти (особливо гранати), і іноді форми риб і птахів.
Вважається, що сузані виникло в кінці 18 і початку 19 століть, але деякі фахівці вважають, що вони придумані задовго до 18 століття. На початку 15 століття посол Кастилії Руї де Клавіхо Гонсалес, який був у Тамерлана в Самарканді, залишив докладні описи вишивок, які ймовірно і були попередниками сузані.
Сузані традиційно входило в посаг, який наречена робила собі на весілля.
Мотиви сузані використовували й інших мистецтвах: так, Абдулла Джин прославився своєю керамічною плиткою, розписаною під сузані.

## Види
- Самаркандське сузані
- Бухарське сузані
- Худжандське сузані
- Шахрісабське сузані
- Уратюбінське (Істаравшанське) сузані
- Лакайське сузані
- Нуратинське сузані
- Пскентське сузані
- Ташкентське сузані
- Перське сузані
- Андижанське сюзане

## У філателії
У 2009 році в Узбекистані випущені почтові марки, які показують різні види місцевих сузані.

Поштові марки із зображеннями сузані
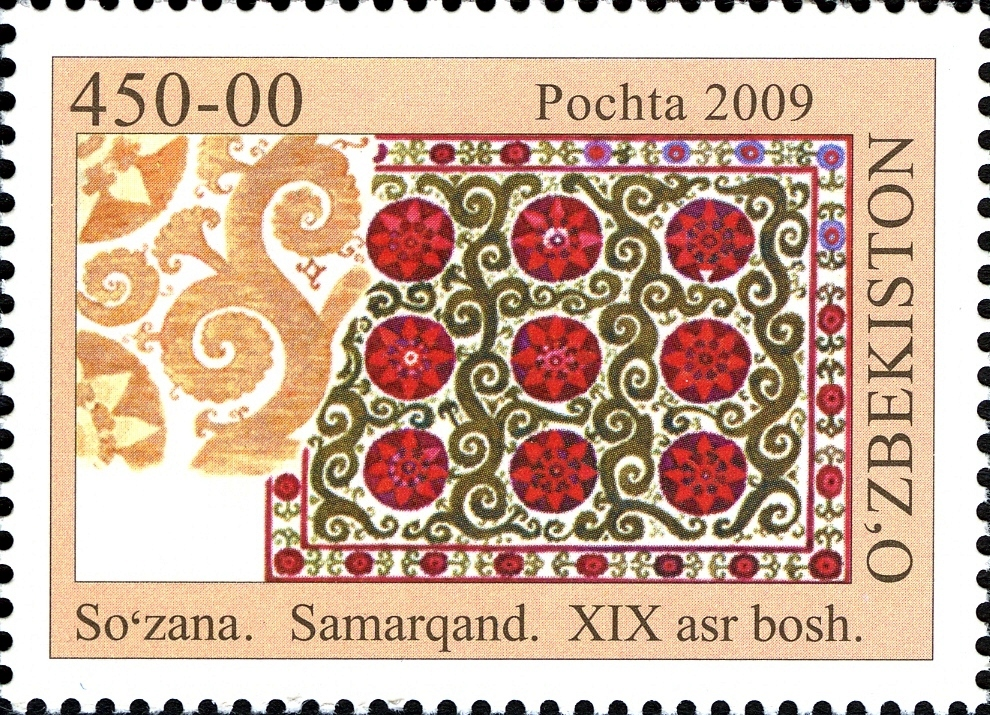
Самаркандське сузані
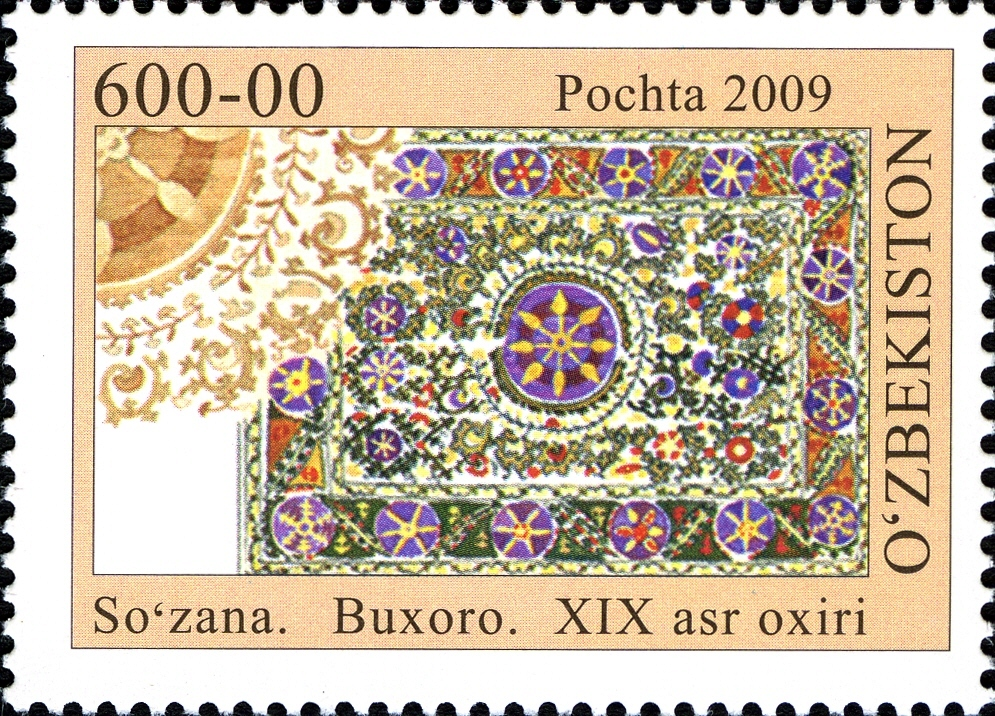
Бухарське сузані
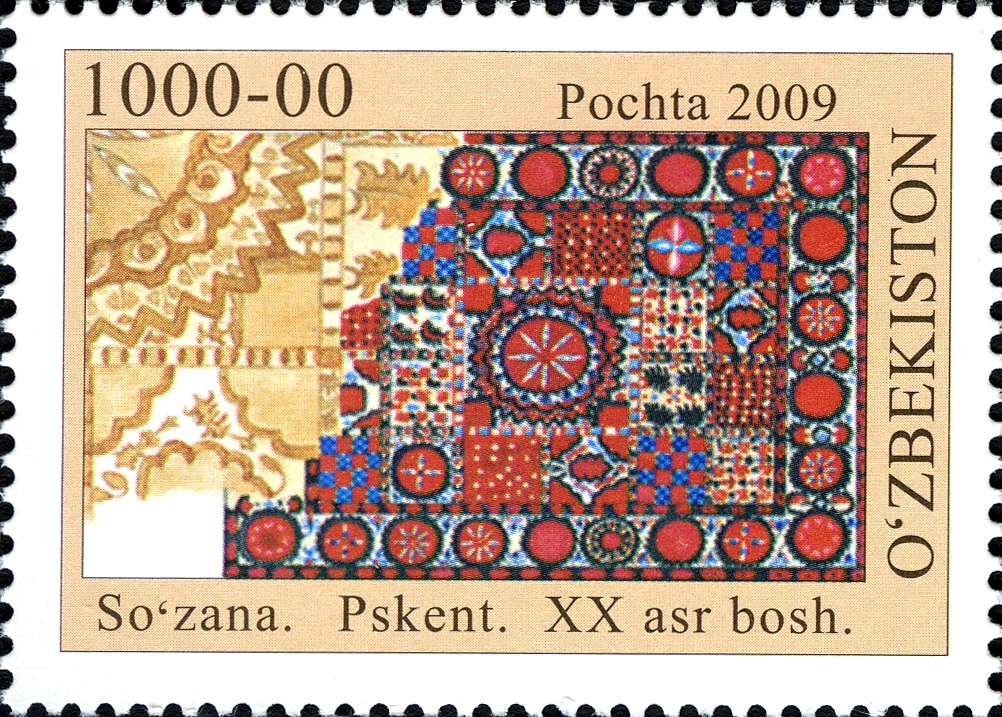
Пскентське сузані
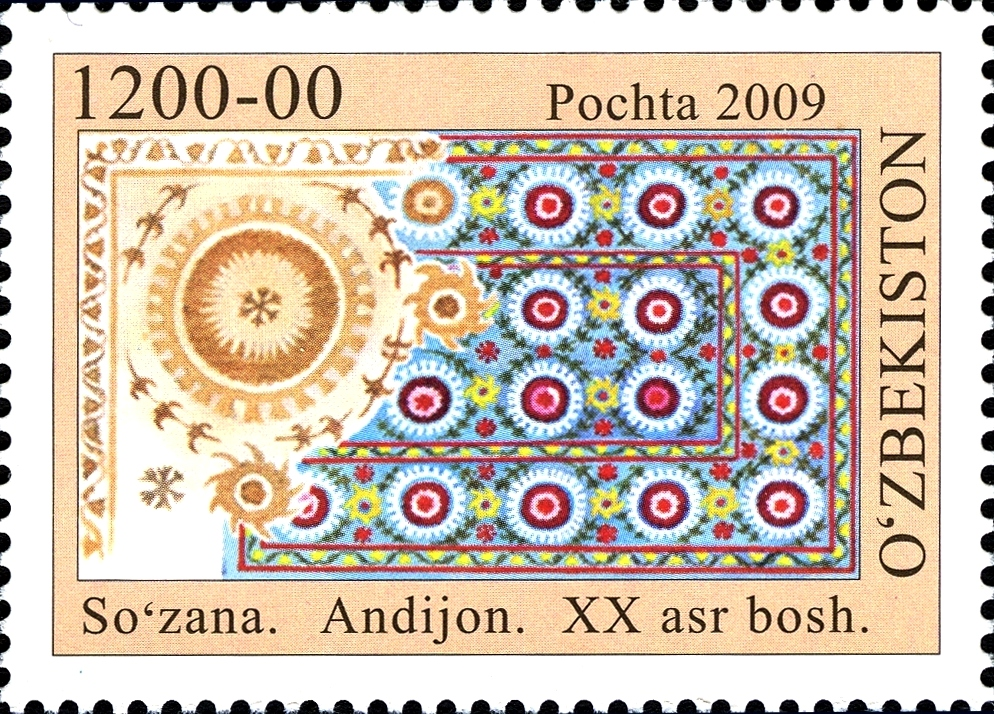
Андижанське сузані

## Галерея

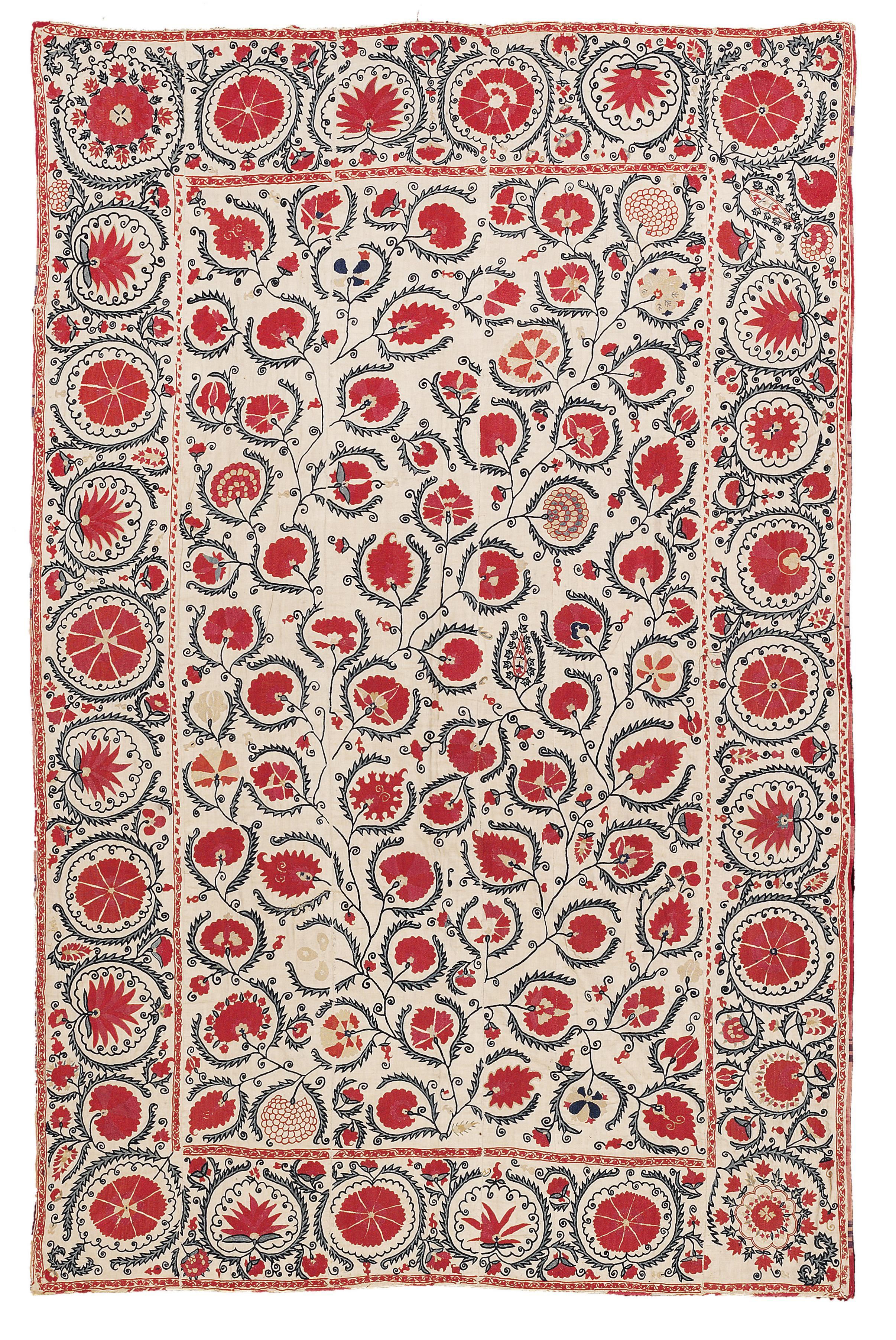
Вид Бухарського сузані
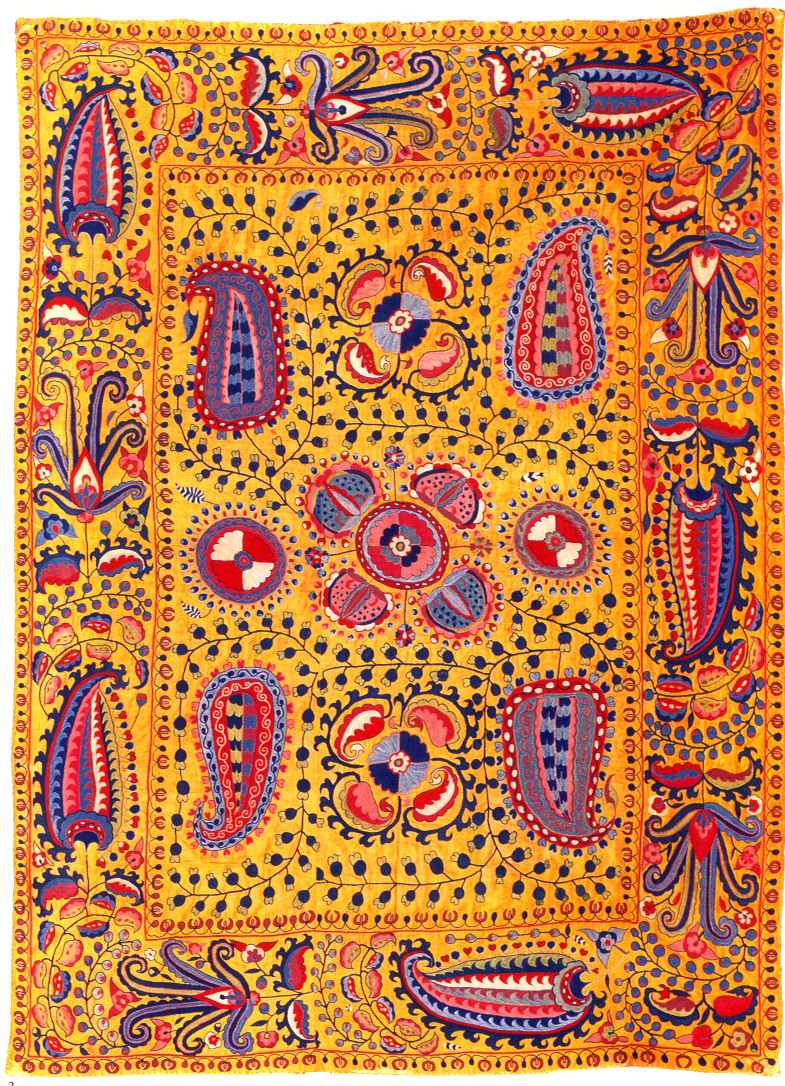
Лакайське сузані
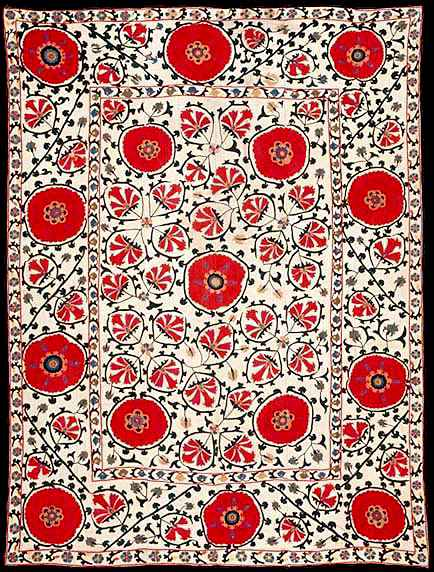
Шахрісабське сузані
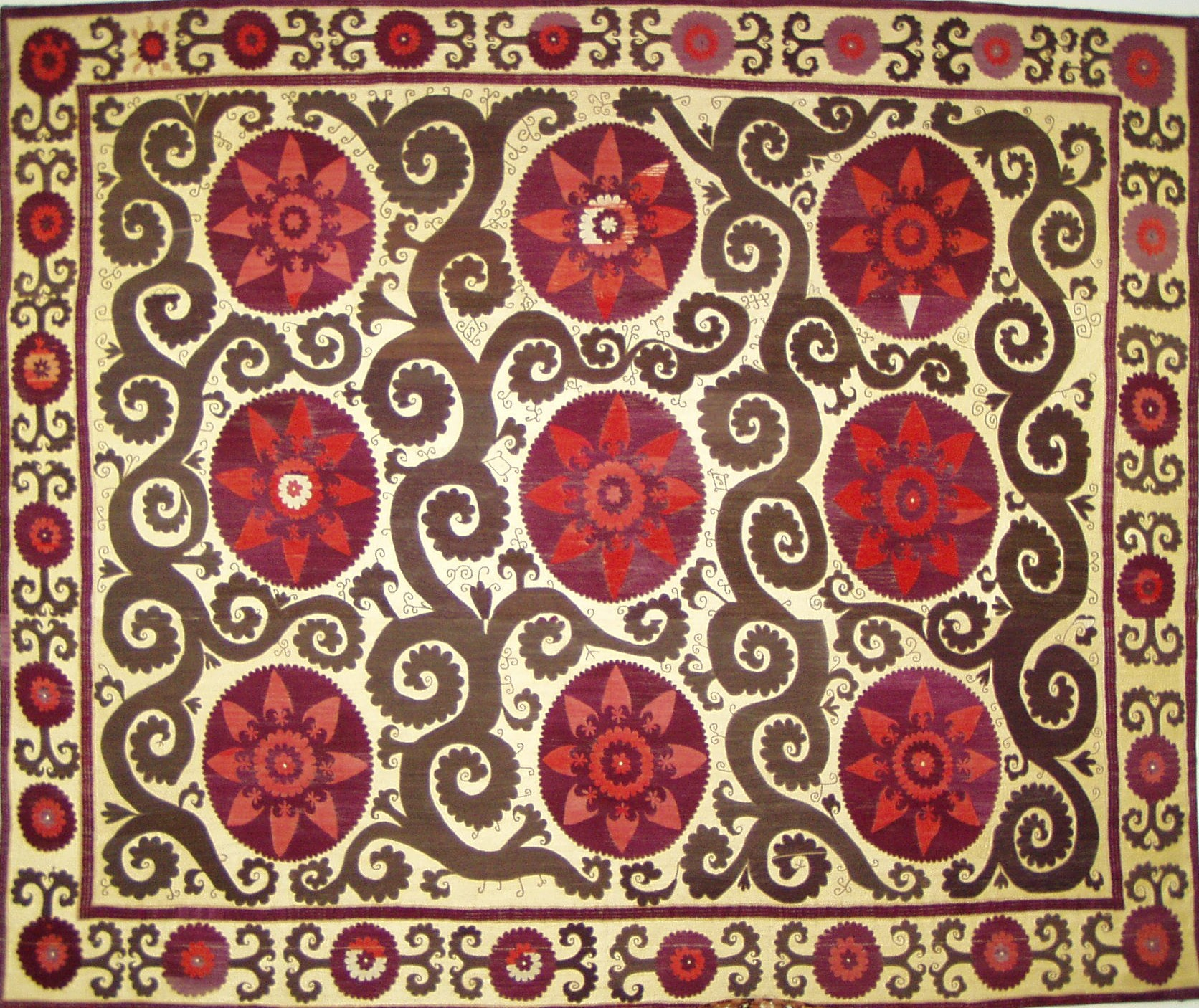
Ташкентське сузані
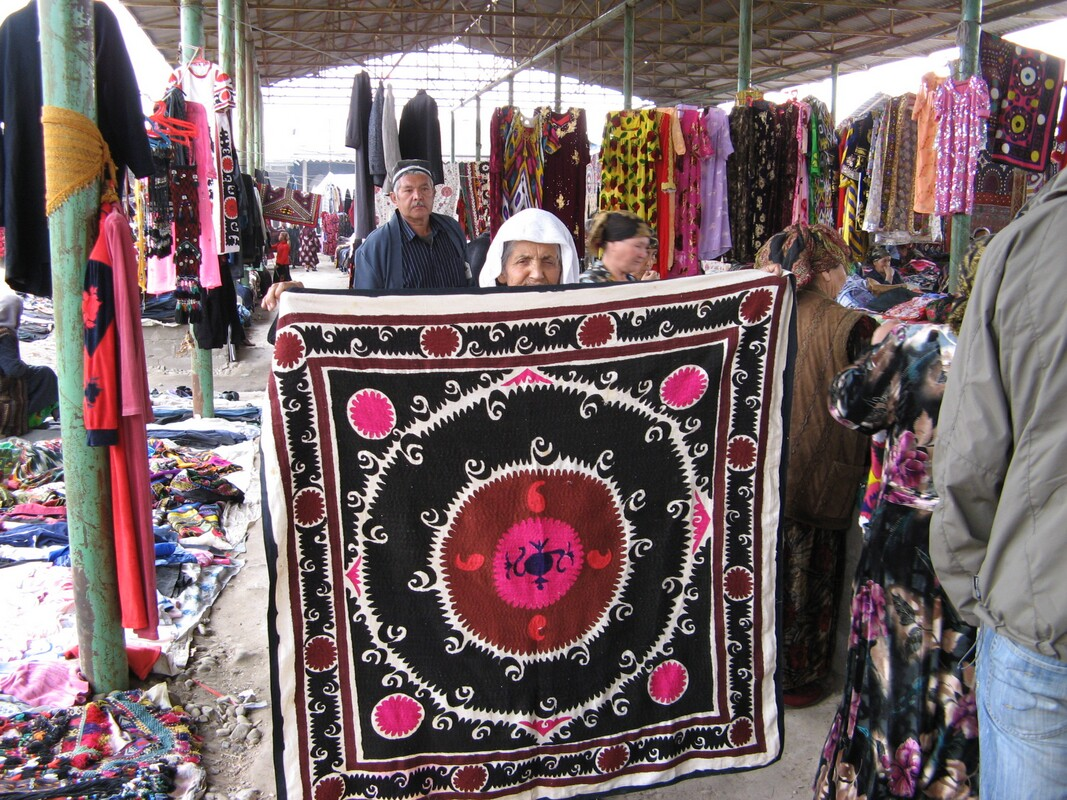
Самаркандське сузані